# 898 Hildegard
Hildegard (asteróide 898) é um asteróide da cintura principal, a 1,7030327 UA. Possui uma excentricidade de 0,3750192 e um período orbital de 1 642,96 dias (4,5 anos).
Hildegard tem uma velocidade orbital média de 18,04324248 km/s e uma inclinação de 10,10476º.
Esse asteróide foi descoberto em 3 de Agosto de 1918 por Max Wolf.